# القاهرة كابول (مسلسل)
القاهرة كابول مسلسل تشويق وإثارة مصري. من إخراج حسام علي، ومن بطولة طارق لطفي، خالد الصاوي. عرض في شهر رمضان 2021، صورت بعض أجزاء المسلسل في البحر الأحمر.

## قصة
يتناول المسلسل ثلاث قصص مثيرة، حول «المؤامرات» التي تُحاك ضد المنطقة العربية، وخاصة مصر بالفترة الأخيرة، مسلطًا الضوء على الأعمال «الإرهابية» التي تقع في هذه المنطقة، حيث «الإرهابي» رمزي، الذي تولى خلافة جماعة «إرهابية»، ويتصدى له ضابط الشرطة عادل، وينقل الصورة المذيع طارق كساب.

## طاقم التمثيل
- طارق لطفي
- سامح السيد
- خالد الصاوي
- نبيل الحلفاوي
- حنان مطاوع
- فتحي عبد الوهاب